# Rubén Fdez.
Rubén Fernández Fuentes (Castellón, 10 de mayo de 1983), que firma como Rubén Fdez., es un ilustrador e historietista español. Junto a la asociación Freaks In Black Comics, realizó también el cortometraje No Invadirás Polonia. El humor de Rubén Fdez. se caracteriza por su toque absurdo y surrealista.

## Biografía
Como miembro de la asociación Freaks In Black Comics, sus primeras páginas se publicaron dentro del fanzine "Dimensión Paralelos".  Tras varios números de esta publicación dentro del sello Epicentro, se lanzó en 2006 Like a Monkey, una recopilación de las tiras creadas previamente para su blog de internet.
En marzo de 2007, Rubén Fernández empezó a publicar profesionalmente en la revista "El Jueves" a partir del número 1557 de la misma con su serie Federik Freak, hasta 2018. A partir de marzo de 2018 comienza en la misma revista la serie Consultorio random.

## Obra
| Años            | Título                  | Tipo     | Publicación original              | Publicación posterior |
| --------------- | ----------------------- | -------- | --------------------------------- | --- |
|                 |                         |          | "Dimensión Paralelos" (Epicentro) | |
| 2005-2006       | Like a Monkey           | Webcómic | Blog del autor                    | Recopilación por Epicentro, 2006 Nueva edición en 2015 a través de Fandogamia Editorial. |
| 2007-2018       | Federik Freak           | Serie    | "El Jueves" núm. 1557 y ss.       | "Onanist Life-Style" por Ediciones El Jueves, febrero de 2010. "¡Para ti, que eres virgen!", Ediciones El Jueves, 2011 "Piraña Social", ¡Caramba!, 2013 "Subnormal Emocional", ¡Caramba!, 2016                      |
| 2008            | Relatos de Mundo Tocino | Serie    | "El Manglar" núm. 9.              | |
| 2011 - presente | 24 horas con...         | Serie    | "El Jueves" núm. ???? y ss.       | "24 horas con gente mejor que tú", Fandogamia Editorial, diciembre de 2015. "El Rubius no sale en este libro, otro recopilatorio de 24 horas con gente mejor que tú", Fandogamia Editorial, noviembre de 2017.<ref> |
| 2018 - presente | Consultorio random      | Serie    | "El Jueves" núm. 2137 y ss.       | |